# Parapallene challengeri
Parapallene challengeri is een zeespin uit de familie Callipallenidae. De soort behoort tot het geslacht Parapallene. Parapallene challengeri werd in 1937 voor het eerst wetenschappelijk beschreven door Calman. 